# Beijing Mofang
Beijing Mofang (кит. 北京魔方; пиньинь Běijīng Mófāng), также известный как BAIC Beijing X55 на нескольких зарубежных рынках — современный компактный кроссовер, выпускающийся китайским автопроизводителем BAIC Motor под маркой BAIC Group.

## Описание
Во время разработки Beijing Mofang получил кодовое обозначение «C52X». Впервые автомобиль был представлен 10 ноября 2021 года под названием «Beijing X6», однако его официальное название было определено в ходе кампании общественного голосования, проведённой компанией BAIC. Предсерийный экземпляр был представлен 11 ноября 2021 года в Гуанчжоу под индексом Mofang. Серийная модель, представленная в апреле 2022 года, поступила в продажу 28 июля 2022 года в Китае. Mofang является первым автомобилем с ДВС на внутреннем китайском рынке с операционной системой Huawei HarmonyOS.

На некоторых экспортных рынках Beijing Mofang продаётся под названием BAIC Beijing X55. Шильдик «X55» ранее использовался несуществующей маркой BAIC Senova для компактного кроссовера, продававшегося в период с 2015 по 2020 год. В маркетинговых материалах некоторых стран модель упоминается просто как BAIC X55, опуская номенклатуру суббрендов Beijing, но, несмотря на это, X55 сохраняет физические эмблемы «BEIJING».

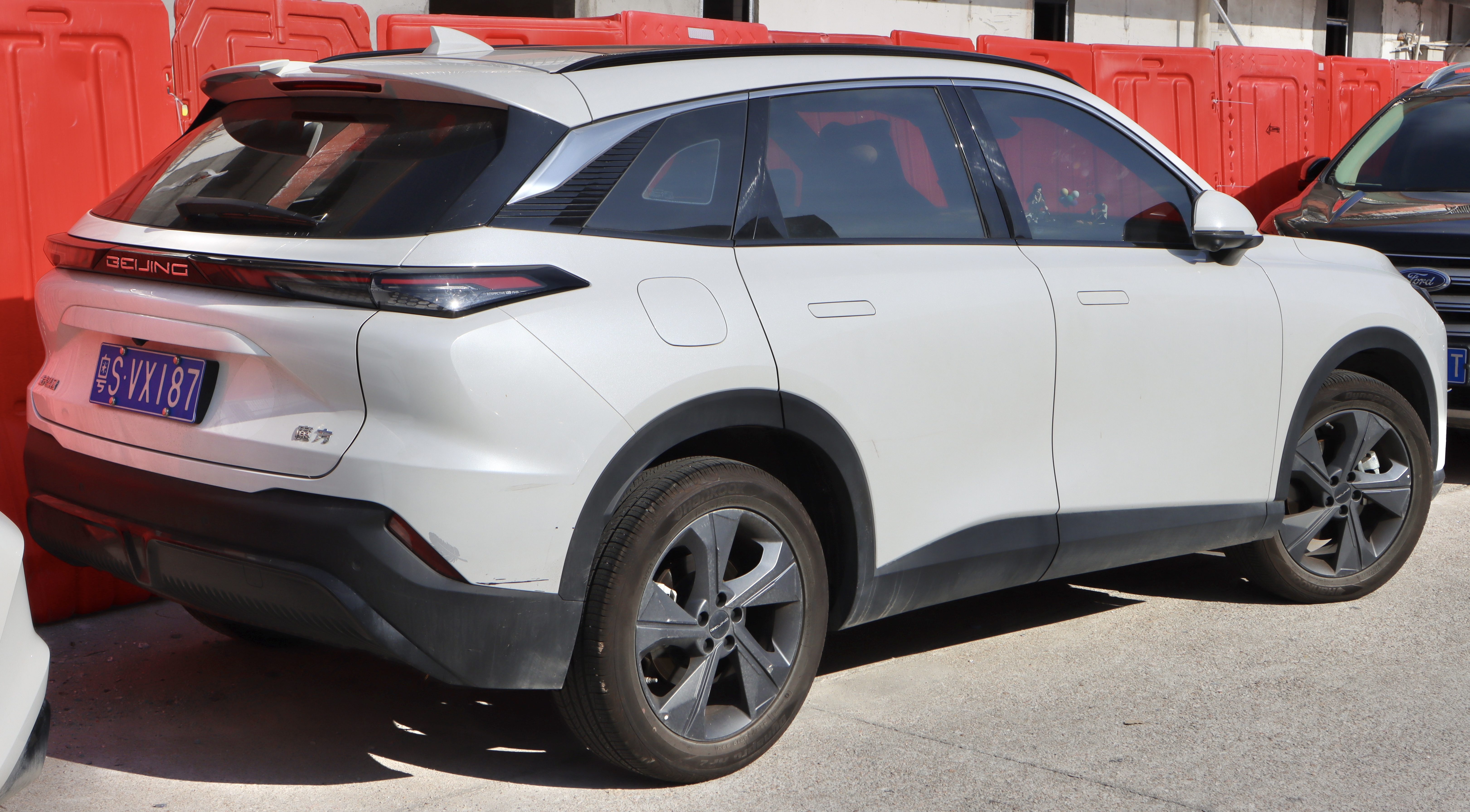
Вид сзади
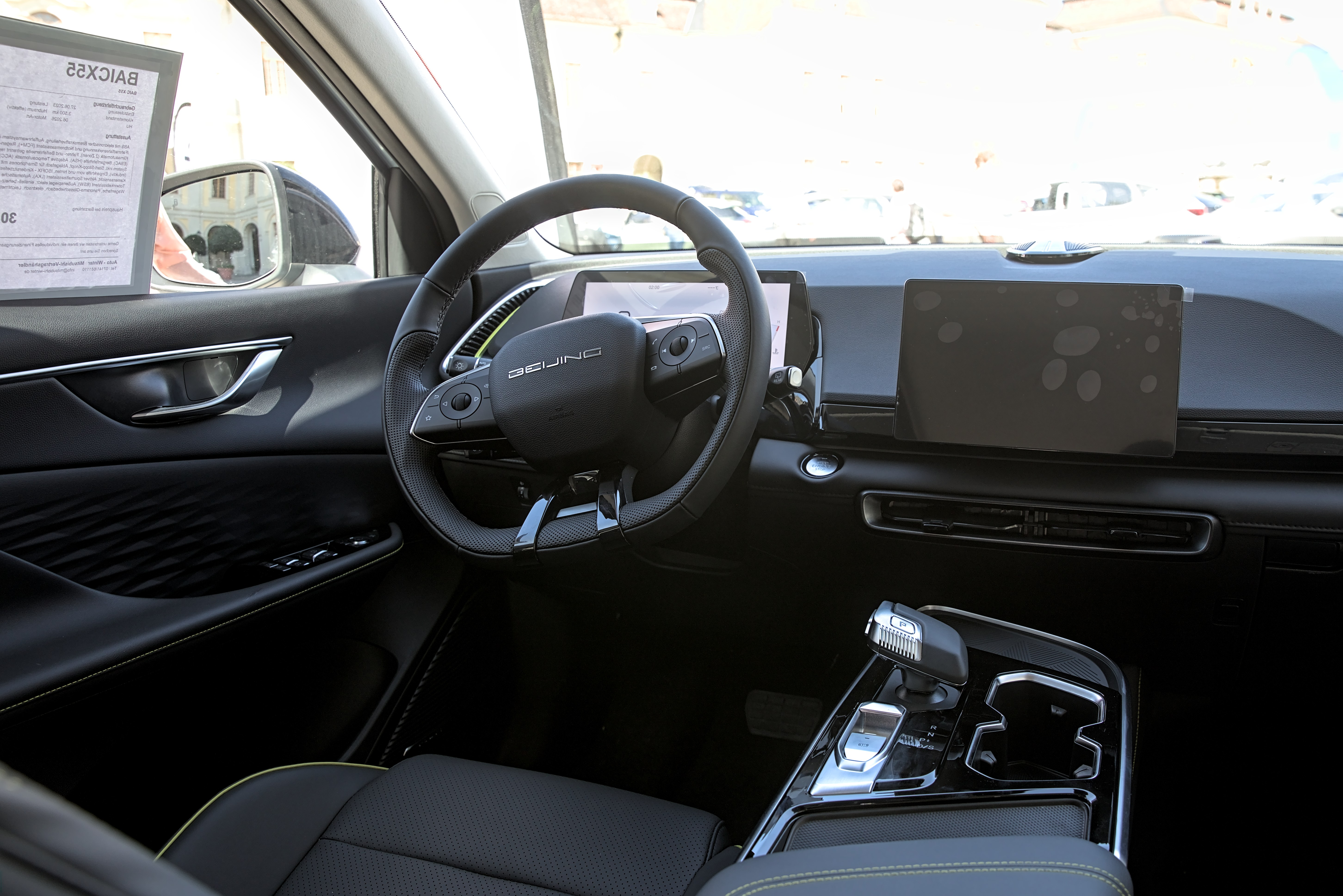
Интерьер

## Технические характеристики
Mofang оснащён 1,5-литровым бензиновым двигателем Magic Core с турбонаддувом с изменяемой геометрией, разработанным в сотрудничестве с немецким производителем автомобильных запчастей Meta GmbH. Заявленная мощность двигателя составляет 130 кВт (174 л. с.), а крутящий момент — 305 Н⋅м. Коробка передач — семиступенчатая с двумя сцеплениями.